# Гочу Сіміон Сіміонович
Сіміо́н Сіміо́нович Го́чу (*1 вересня 1948, Молниця) — поет.

## Біографія
Народився 1 вересня 1948 р. в с. Молниця Герцаївського району Чернівецької області.
Закінчив філологічний факультет Чернівецького державного університету. 1973-85 роки вчителював у Глибоцькому та Герцаївському районах. З 1985 року - у редакції обласної газети «Zorile Bucovinei». З 1993 року головний редактор «Gazeta de Herta»
Головний редактор газети румунської національної меншини України «Конкордія» («Злагода»). 1995 року заснував дитячий журнал «Fagurel».
Член НСПУ з 1992 року, СП Молдови з 1995 року, Румунії з 1998 року.
Пише українською, російською, румунською мовою.
Автор збірок поезій «Колосковий поцілунок», «Сонцю назустріч», «Біля берегів душі», «Гастрономічне яйце», «Осіння сльоза», «Доброго ранку, вересне», «Посланець світла», «Відверто кажучи» (публіцистика), казок для дітей «А хто ти такий?», «Весняний щебет», книги оповідань «Козуліни кручі» (2008).

## Нагороди
Нагороджений Дипломом та Медаллю Президента Румунії.